# FC Trias
FC Trias is een Nederlandse voetbalclub uit Winterswijk. Op 1 juli 2002 werd de club opgericht na een fusie tussen Sportclub Kotten, VV Ratum en SV Fortuna Winterswijk. Het eerste elftal komt in het seizoen 2019/20 uit in de Derde klasse zondag in het KNVB-district Oost.

## Historie
In het najaar van 1999 werden door de voetbalclubs Sportclub Kotten, VV Ratum en SV Fortuna Winterswijk de eerste gesprekken gevoerd voor een mogelijke fusie. De aanleiding van een eventuele fusie was voornamelijk het teruglopende ledenaantal. Ook waren de sportcomplexen in oude staat en wilde de gemeente Winterswijk het aantal voetbalclubs in de gemeente terugdringen. Er speelden op dat moment namelijk liefs negen clubs in en rondom de gemeente. De gesprekken leidden uiteindelijk tot een eerste intentieverklaring tot een fusie in december 1999.
Op 30 januari 2001 stemden de leden van de drie verenigingen op afzonderlijke ledenvergaderingen in met een fusie. Een jaar later (6 januari 2002 werd de eerste nieuwjaarsreceptie georganiseerd. Op deze vergadering werden de clubkleuren en de naam van de nieuwe voetbalvereniging gekozen. De clubkleur werd blauw en tot nieuwe naam werd gekozen voor ’’FC Trias’’. In dit geval staat 'FC' niet voor Football Club maar voor Fusie Club.
Op 22 april werd de uiteindelijke oprichtingsvergadering gehouden. De officiële oprichting van de nieuwe voetbalvereniging werd daardoor op 1 juli 2002 een feit.
FC Trias speelde zijn wedstrijden op twee accommodaties: Sportcomplex Zwanenberg (gelegen in Winterswijk) en Sportcomplex Kotten (gelegen in Kotten, een buurtschap van Winterswijk). Eerstgenoemde complex werd voor de fusie gebruikt door SV Fortuna Winterswijk en Sportcomplex Kotten door Sportclub Kotten. Beide complexen waren oud en FC Trias begon al snel met het bouwen van een nieuwe complex. Na vijf jaar werd het nieuwe sportcomplex ’’t Huitinkveld’’ in gebruik genomen, deze accommodatie kent twee kunstgrasvelden (waaronder het hoofdveld), twee echte grasvelden, een klein kunstgrasveld (voor de F- en E-pupillen) en een warmloopveld. In 2012 begon FC Trias met het uitbreiden van het complex. Er kwam één voetbalveld bij en ook de plaatselijke honkbalvereniging voegde zich toe aan het complex aangezien de Winterswijkse Boys, WVC en SKVW zich samenvoegden tot één vereniging: FC Winterswijk. Zij zullen wedstrijden gaan spelen op een vernieuwd complex waar tot de vernieuwing ook de honkbalclub gevestigd was.
De senioren spelen zondagvoetbal. De jeugd kan bij FC Trias beginnen vanaf het zesde levensjaar. De club kent alleen veldvoetbal. De club kent ook meiden- en vrouwenvoetbal.
Het eerste elftal van de club behaalde in het seizoen 2009/10 het kampioenschap in de Vierde klasse, met als gevolg dat het eerste elftal vanaf 2010 zijn wedstrijden speelde in de Derde klasse. Hierin handhaafde de club zich, met als hoogtepunt de uitwedstrijd tegen aartsrivaal WVC waarin na een 3-0-achterstand bij rust werd gewonnen met 3-4 . Eerder in het seizoen eindigde deze ontmoeting in 2-2. In seizoen 2011/12 werd het hoogtepunt al op de eerste speeldag behaald. De uiteindelijke kampioen WVC werd met 5-0 verslagen.
Het seizoen 2012/13 liep uit in een mineur voor de Winterswijkers. FC Trias eindigde als voorlaatste, waardoor het team degradeerde naar de Vierde klasse. In het daaropvolgende seizoen was de club een middenmoter. In 2015 werd FC Trias kampioen en promoveerde ze terug naar de Derde klasse. Het daaropvolgende seizoen eindigde de club in de middenmoot.

## Competitieresultaten 2003–2018
| 2 5C |

| 5 4C |

| 12 4C |

| 2 5C |

| 3 5C |

| 6 4C |

| 7 4C |

| 1 4C |

| 5 3C |

| 6 3C |

| 11 3C |

| 7 4C |

| 1 4C |

| 7 3C |

| 6 3C |

| 11 3C |

| - 3C |

| Derde klasse  | Vierde klasse |
| Vijfde klasse |               |

In elke staaf van de grafiek staat van boven naar beneden vermeld: 
- Eindnotering

Dit is de positie die de club heeft bereikt in de competitie, zonder eventuele beslissings-, play-off- of nacompetitiewedstrijden die nodig zijn geweest om bijvoorbeeld de kampioen van de competitie te bepalen.
Indien een * achter het getal staat is de notering een tussenstand en kan het zijn dat de notering niet overeenkomt met de uiteindelijke eindstand van de competitie.
Staat er een - dan is het seizoen nog bezig en is er geen definitieve uitslag bekend.
Staat er xx op de positie van de notering, dan heeft de club vroegtijdig de competitie verlaten. Dit kan onder andere komen door terugtrekking van het team, faillissement van de club of door een uitgedeelde straf van de KNVB. In veel gevallen staat elders in het artikel de reden vermeld.
Staat er een ? dan is het resultaat uit het verleden onbekend, en is alleen de competitie of het niveau bekend van dat seizoen.
In de seizoenen 2019/20 en 2020/21 werd wegens de coronacrisis het amateurvoetbal afgebroken. Daardoor kennen deze staven geen eindklassering (middels -- weergegeven).
- Competitieniveau en afdelingsletter of Officiële eindstand Eredivisie
  - Competitieniveau en afdelingsletter

Hierbij geeft het getal het niveau weer, dat ook terug te vinden is in de legenda. De letter is de afdelingsaanduiding en wordt gebruikt wanneer er meer afdelingen zijn op hetzelfde niveau. De afdelingsletter is altijd een hoofdletter en wordt meestal zonder nummer gebruikt.
Voorbeeld: 2F is niveau 2e klasse competitie F.
Het competitieniveau en nummer wordt niet vermeld wanneer er slechts één competitie van dit niveau was.
  - Officiële eindstand Eredivisie (getal staat tussen haakjes vermeld)

Sinds de introductie van play-offwedstrijden voor Europees voetbal na afloop van de reguliere competitie in 2005/06, is de KNVB verplicht een eindstand van de Eredivisie door te geven aan de UEFA aan de hand van deze play-offwedstrijden.
Bij deze eindstand staan clubs die zich hebben gekwalificeerd voor Europees voetbal hoger dan clubs die zich niet wisten te kwalificeren. Indien er geen verschil was tussen de eindnotering en de officiële eindstand, staat dit getal niet vermeld.

- Onderafdeling

Hier staat afgekort de naam van de onderafdeling indien de club in dat jaar in een onderafdeling uitkwam. Tevens staat deze afkorting in de legenda en wordt gelinkt naar het artikel over deze onderafdeling. Deze afkorting wordt alleen vermeld wanneer de club in het verleden in verschillende onderafdelingen heeft gespeeld. Deze vermelding is in de staaf altijd in kleine letters. Deze onderafdelingen zijn na het seizoen 1995/96 afgeschaft. Heeft de club in slechts één onderafdeling gespeeld, dan is dit alleen terug te vinden in de legenda.
Onder de staaf staat het jaartal vermeld waarin het seizoen is afgesloten. 15 verwijst naar het seizoen 2014/15 of eventueel het seizoen 1914/15.
Wanneer een staaf leeg is, zijn deze gegevens niet bekend. Het kan ook zijn dat de club dat seizoen niet heeft meegespeeld op het hogere amateurniveau, vroegtijdig de competitie heeft verlaten of uit de competitie is gezet.

In het seizoen 1944/45 was er wegens de Tweede Wereldoorlog geen regulier competitievoetbal.